# Zénith Saint-Pétersbourg (féminines)
Maillots
Actualités
Le ZFK Zenit Saint Pétersbourg est un club russe de football féminin basé à Saint-Pétersbourg.

## Historique
Le 21 janvier 2020, le Zénith Saint-Pétersbourg créé une section de football féminin pour participer à la saison 2020 du championnat de Russie, et remplacer le Torpedo Ijevsk dissout. 
Pour sa première saison, le club entraîné par Olga Poryadina, une ancienne joueuse internationale russe, cinq fois championne de Russie avec trois clubs différents, termine en milieu de tableau. L'année suivante, le Zénith atteint la finale de la Coupe de Russie où il doit s'incliner face au Lokomotiv Moscou.

## Palmarès
| Compétitions nationales |
| --- |
| - Championnat de Russie : - Champion : 2022, 2023 et 2024. - Coupe de Russie : - Finaliste : 2021, 2022 et 2023. - Supercoupe de Russie : - Vainqueur : 2023. - Finaliste : 2024 |